# Pittasoma michleri
Pittasoma michleri е вид птица от семейство Conopophagidae.

## Разпространение
Видът е разпространен в Колумбия, Коста Рика и Панама.